# Asteriognatha cyclocentra
Asteriognatha cyclocentra är en fjärilsart som beskrevs av Diakonoff 1983. Asteriognatha cyclocentra ingår i släktet Asteriognatha och familjen vecklare. Inga underarter finns listade i Catalogue of Life.